# 자예드 스포츠 시티 스타디움
셰이크 자예드 경기장(아랍어: ستاد مدينة زايد الرياضية, 영어: Zayed Sports City Stadium)은 아랍에미리트 아부다비에 있는 다목적 경기장이다. 주로 축구와 육상 경기가 열린다.
1979년 개장 당시에는 60,000명을 수용할 수 있었지만 FIFA가 정한 안전 규정에 따르기 위해 49,500명을 수용할 수 있도록 감축했다. 1996년 AFC 아시안컵과 2003년 FIFA 세계 청소년 축구 선수권 대회, FIFA 클럽 월드컵 2009와 FIFA 클럽 월드컵 2010 결승전 경기가 열린 곳이기도 하다.

## 갤러리

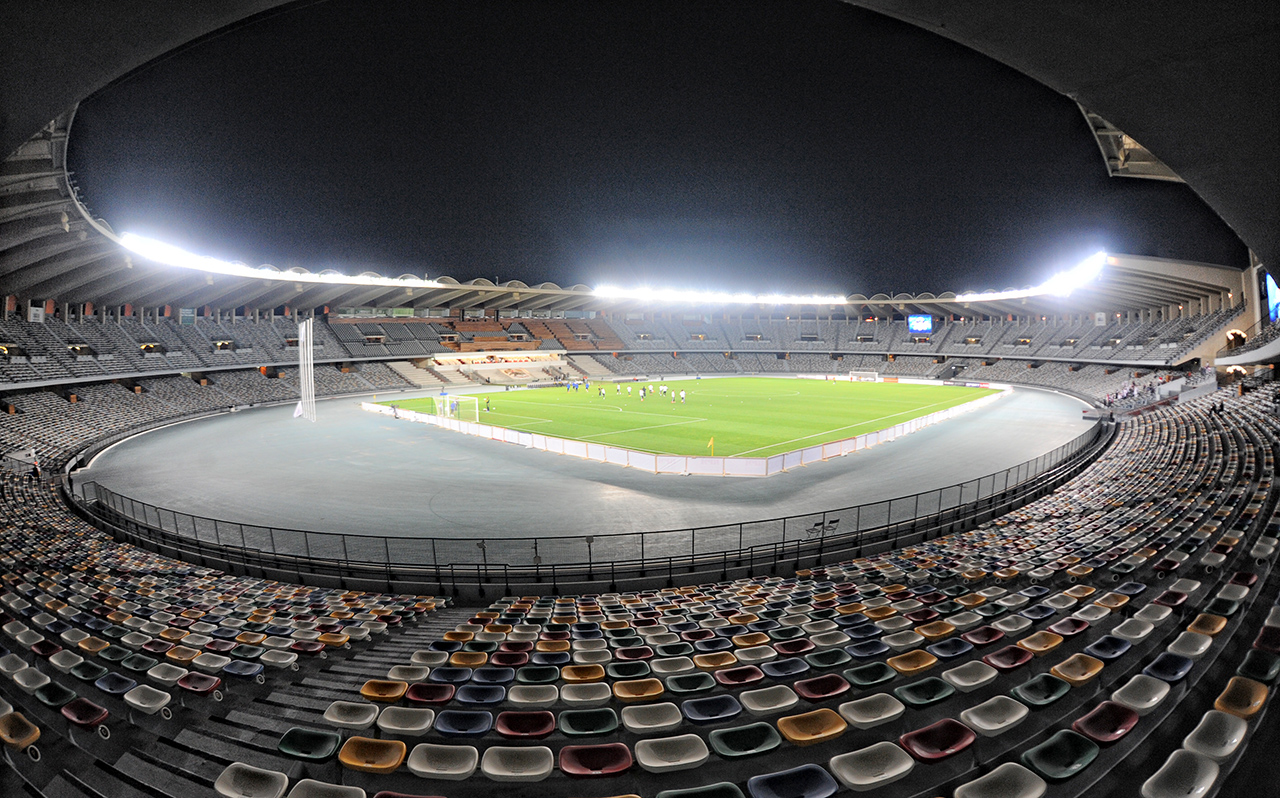
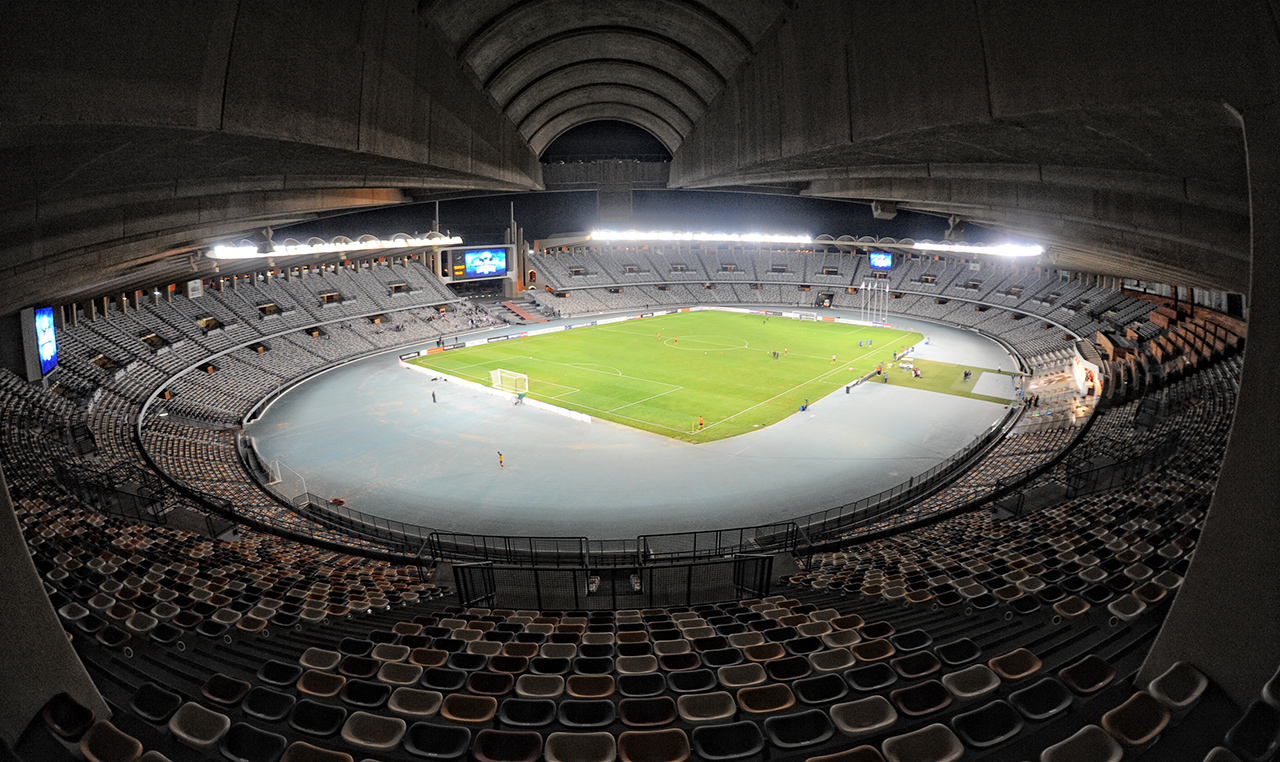
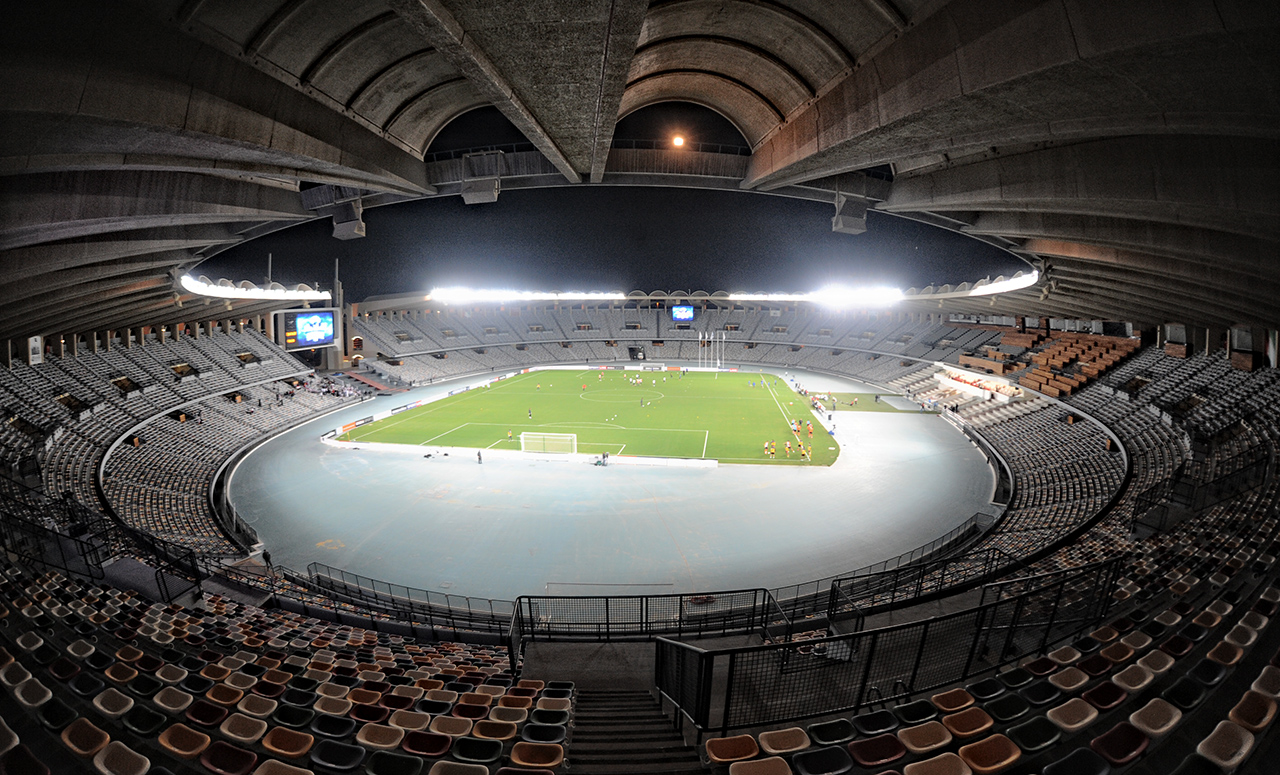
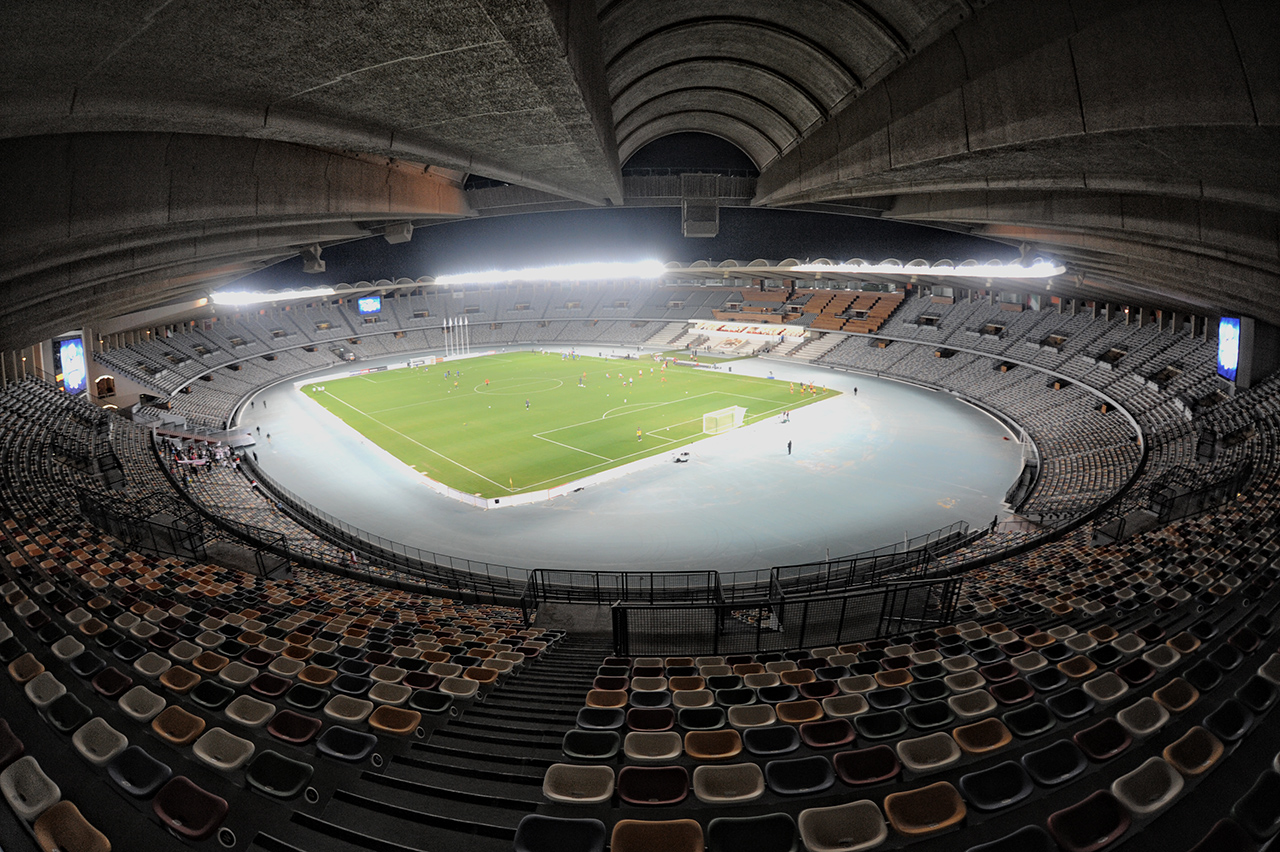
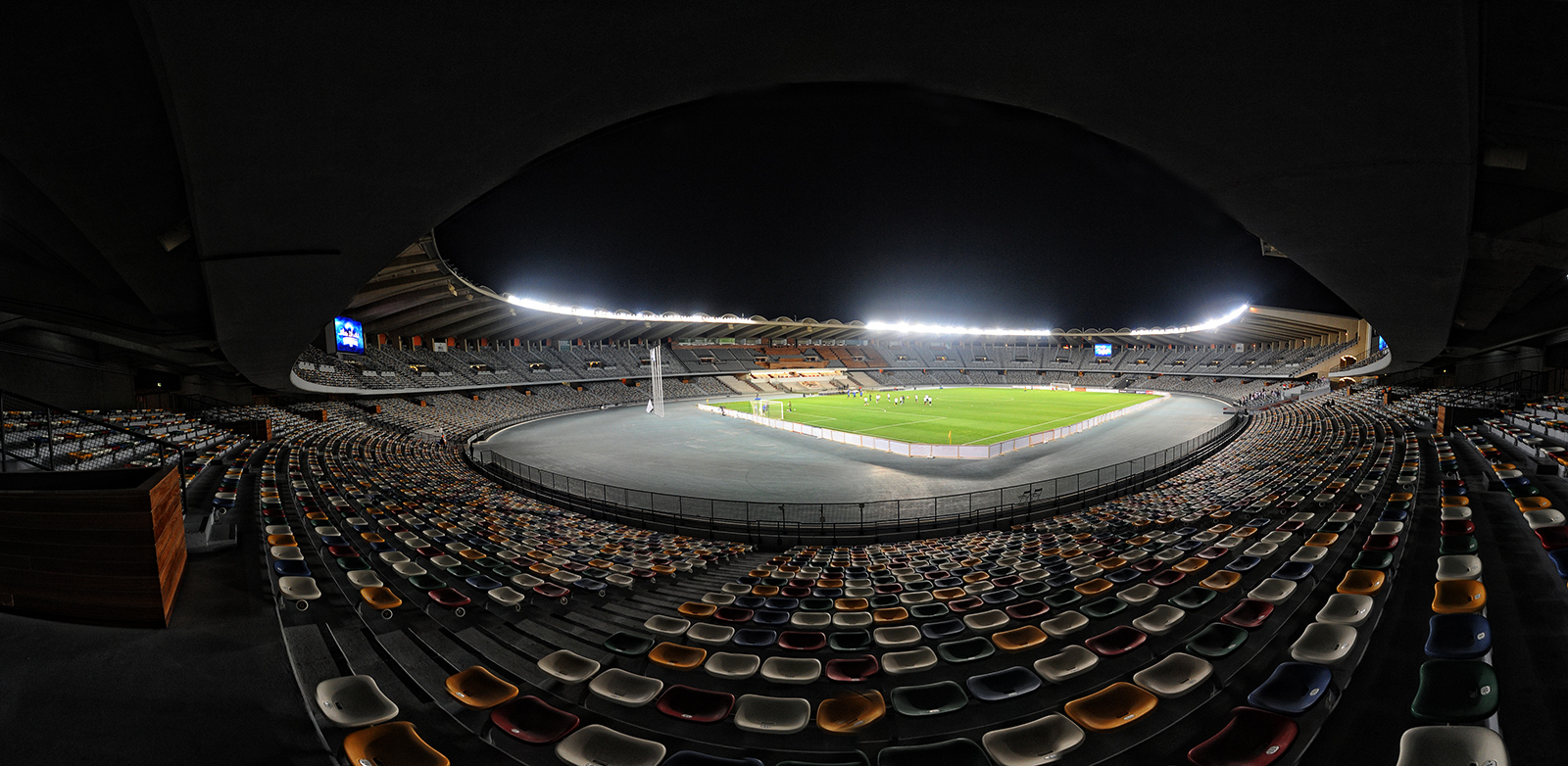
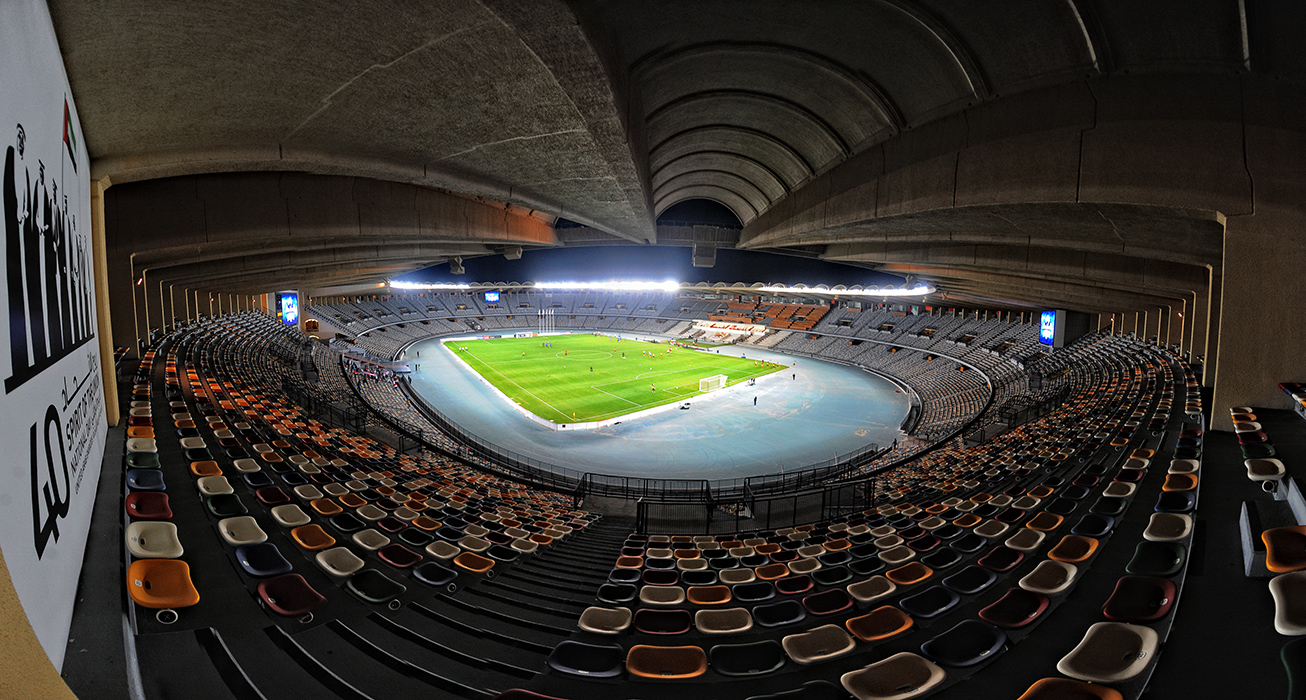
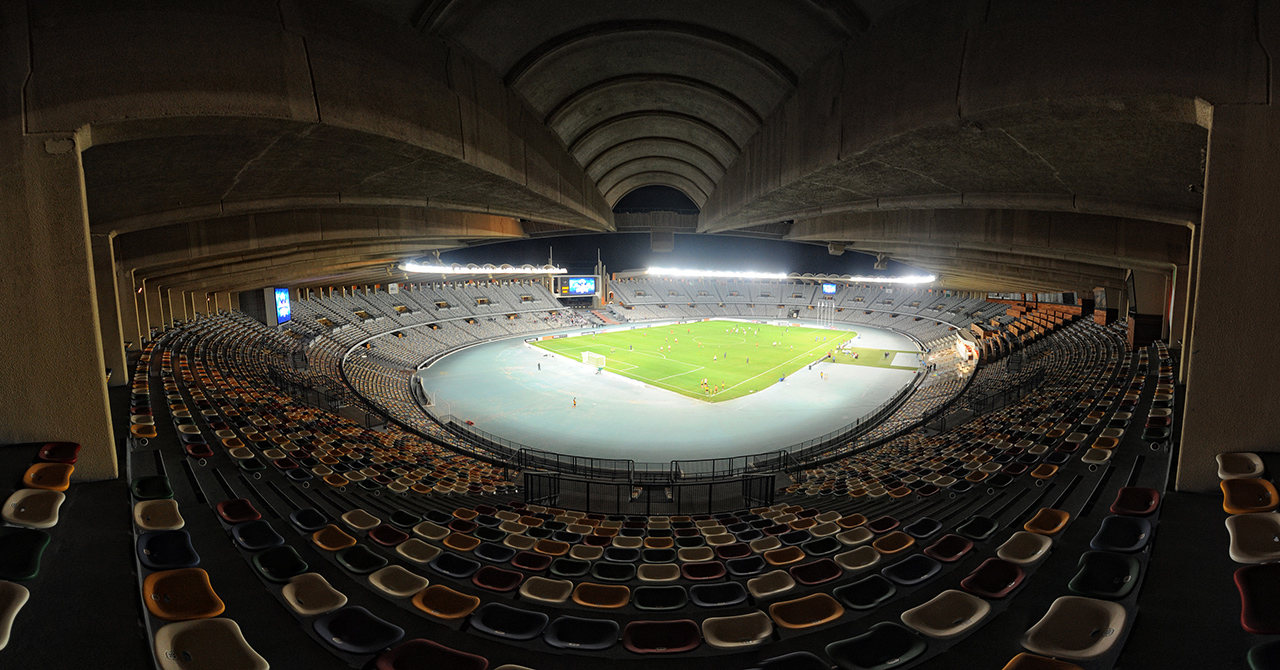

## 같이 보기
- 아부다비